# Volkertsweiler (Feuchtwangen)
Volkertsweiler ist ein Gemeindeteil der Stadt Feuchtwangen im Landkreis Ansbach (Mittelfranken, Bayern). Volkertsweiler liegt in der Gemarkung Krapfenau.

## Geografie
Die Einöde liegt am linken Ufer des Schönbachs, der 0,25 km weiter westlich als linker Zufluss in die Sulzach mündet. Im Nordosten erhebt sich der Schönberg. Ein Anliegerweg führt zu einer Gemeindeverbindungsstraße (0,2 km westlich), die direkt westlich zur Kreisstraße AN 41 bzw. nach Bernau verläuft (1 km südöstlich).

## Geschichte
Volkertsweiler wurde erstmals in einer Urkunde vom 29. Juni 1402 erwähnt. Im Jahr 1552 besaß ein Georg Beck den Hof. Seitdem war auch die Bezeichnung Beckenhof gebräuchlich.
Der Ort lag im Fraischbezirk des ansbachischen Oberamtes Feuchtwangen. Im Jahr 1732 bestand der Ort aus zwei Anwesen (ein Hof, ein Gütlein). Grundherr das Stiftsverwalteramt Feuchtwangen. An diesen Verhältnissen änderte sich bis zum Ende des Alten Reiches nichts. Von 1797 bis 1808 unterstand der Ort dem Justiz- und Kammeramt Feuchtwangen. 
Mit dem Gemeindeedikt (frühes 19. Jahrhundert) wurde Volkertsweiler dem Steuerdistrikt Heilbronn und der Ruralgemeinde Krapfenau zugeordnet. Im Zuge der Gebietsreform in Bayern wurde Volkertsweiler am 1. Juli 1971 nach Feuchtwangen eingemeindet.

## Einwohnerentwicklung
| Jahr      | 001818 | 001840 | 001861 | 001871 | 001885 | 001900 | 001925 | 001950 | 001961 | 001970 | 001987 |
| Einwohner | 7      | 10     | 13     | 9      | 7      | 10     | 7      | 13     | 6      | 6      | 5      |
| Häuser    | 2      | 1      |        |        | 2      | 2      | 2      | 1      | 1      |        | 1      |
| Quelle    | [ 11 ] | [ 12 ] | [ 13 ] | [ 14 ] | [ 15 ] | [ 16 ] | [ 17 ] | [ 18 ] | [ 19 ] | [ 20 ] | [ 1 ]  |

## Religion
Der Ort ist seit der Reformation evangelisch-lutherisch geprägt und bis heute nach St. Johannis (Feuchtwangen) gepfarrt. Die Einwohner römisch-katholischer Konfession sind nach St. Ulrich und Afra (Feuchtwangen) gepfarrt.